# Monnina longibracteata
Monnina longibracteata är en jungfrulinsväxtart som beskrevs av Chod.. Monnina longibracteata ingår i släktet Monnina och familjen jungfrulinsväxter. Inga underarter finns listade i Catalogue of Life.